# Play-Doh
Play-Doh es la marca comercial de una masa utilizada por los niños para realizar proyectos de arte y manualidades, ya sea en su hogar o en la escuela. Compuesta de harina, agua, ácido bórico y aceite de silicona, la pasta fue fabricada por primera vez en Cincinnati, Ohio, EE. UU., en los años 1930, como un limpiador de papel mural. No fue sino hasta que en un salón de clases, cuando los niños ahí presentes comenzaron a utilizar el limpiador como pasta de modelar, que el producto se rediseñó pasando a comercializarse como un juguete en las escuelas de Cincinnati a mediados de los años 1950. 
En 1956, el nuevo Play-Doh fue dado a conocer oficialmente al mercado en una convención educativa, tras lo cual algunas tiendas departamentales notables comenzaron a interesarse en la venta minorista del producto. Ciertamente, los anuncios que promocionaban la pasta en algunos programas televisivos para niños transmitidos en 1957 incrementaron significativamente las ventas del mismo. Desde su lanzamiento al mercado de los juguetes en la década de 1950, Play-Doh ha generado una cantidad considerable de mercancías derivadas tales como The Fun Factory, un set con accesorios de plástico para moldear la pasta de diversas formas. En 2003, la Asociación de la Industria del Juguete incorporó a Play-Doh en su listado de «los mejores juguetes del siglo».

## Historia
Contrariamente a lo que pudiera pensarse, Play-Doh no siempre fue una pasta de modelar para niños; en sus inicios, el ahora compuesto no tóxico, que no mancha y reutilizable fue un limpiador de papel mural flexible y similar en textura a la masilla, que eliminaba la suciedad y el hollín de las paredes y muros. La historia del producto original se remonta a 1949, cuando Irma McVicker contrató a su hijo, Joseph, para hacerse cargo de la empresa familiar Kutol Products, en Cincinnati, cuyo principal producto comercial eran los jabones, tras la muerte de su esposo Cleo McVicker. 
Al asumir su nuevo cargo, Joseph se percató que el limpiador de hollín, otro de los productos fabricados por la compañía, también podía ser usado a manera de pasta de modelar plástica. Cabe señalarse que este material había sido creado por Noah McVicker, tío de Joseph, previo a la llegada a la empresa de este último; además, la idea de que el limpiador podría tener otros usos se debía a su conocimiento de que este había estado usándose por niños de educación preescolar para hacer decoraciones navideñas. En esa misma época, la cuñada de Joseph, que trabajaba como maestra, le preguntó a este por alguna especie de pasta de modelar que pudiera ser utilizada a manera de juguete por los niños y que, al mismo tiempo, resultara segura y confiable. Poco después, tras enviarle una muestra del limpiador de papel, que tenía como una de sus características la no toxicidad, fue que comenzó a aumentar el interés por este producto.

### Lanzamiento
En 1955, con tal de conocer la aceptación del mercado infantil hacia su nuevo producto, Joseph decidió hacer algunas pruebas comerciales en algunas escuelas y guarderías de Cincinnati. Inclusive, llevó su producto a una convención educativa para fabricantes de útiles escolares; al año siguiente, la tienda departamental Woodward & Lothrop comenzó a vender las primeras pastas de Kutol en Washington, D. C., bajo la denominación de «Play-Doh», por lo que no pasó mucho tiempo para que Joseph, junto con su tío Noah, optara por registrar una patente para dicho producto. De hecho, ese mismo año, en 1956, los McViker crearon la empresa Rainbow Crafts Company, específicamente para producir y vender la marca Play-Doh en sus instalaciones. No obstante, la Oficina de Patentes de Estados Unidos no aprobó su solicitud sino hasta principios de 1965, casi una década después de su aparición en el mercado. Como detalle adicional, el registro oficial de la patente es 3 167 440. Tras el éxito de Play-Doh, varias empresas solicitaron cuentas al por menor para vender el producto en sus establecimientos; a Rainbow Crafts le tomó un total de 16 meses para acabar todos los pedidos que tenían hechos hasta entonces. Según Bill Rhodenbaugh, uno de los copropietarios de Kutol: «Vendíamos limpiadores por 34 centavos por lata, pero el producto Play-Doh —básicamente, la misma cosa, en la misma lata— podíamos venderlo por 1,5 USD». Ciertamente, las ventas de Kutol se incrementaron de forma significativa: de tener ganancias por debajo de 100 000 USD hasta 1954, pasó a ser la propietaria de Rainbow Crafts, cuyos ingresos serían de casi 3 millones USD, en 1958.
En 1956, los McVicker incorporaron un paquete de tres latas de siete onzas (equivalente a 198,3 gramos aproximadamente) a la línea de productos de Play-Doh, y tras algunas muestras llevadas a cabo en algunos establecimientos, las compañías Macy's, de Nueva York, y Marshall Field's, de Chicago, abrieron cuentas al por menor para vender la marca en sus locales. Al año siguiente, Joseph contrató al químico Dr. Tien Liu para mejorar la fórmula de la pasta, la cual presentaba un defecto: se secaba en poco tiempo. La labor de Liu consistió en reducir el contenido de sal de Play-Doh, lo cual permitió que los productos pudieran secarse sin perder su color inicial; sobre esto, Bill Rhodenbaugh, uno de los copropietarios de Kutol, mencionó: «El Dr. Liu hizo lotes sin fin, experimentando con la fórmula [...] Al comienzo, una vez que se secaba [la pasta], ésta se tornaba blanca. Dr. Liu quitó gran parte de la sal existente en la fórmula original y así evitó que se secara rápidamente y perdiera su color». Además, comenzaron a transmitirse en esa misma época los primeros anuncios comerciales televisivos en programas como Captain Kangaroo, Ding Dong School y Romper Room.

## Precauciones
Si bien esta plastilina no es tóxica, se debe tener especial cuidado de no emplearla en caso de tener niños celíacos, ya que por estar hecha de harina de trigo la misma contiene gluten, lo cual para ellos sería nocivo ya que podrían ingerirla accidentalmente o quedar restos entre los dedos que pudieran contaminar lo que consumen.

## Información adicional
En México Play Doh fue comercializada con el nombre de "Súpermasa" junto con varios kits de juego por la fábrica de juguetes Lili Ledy hasta principios de la década de 1980.